# Falmey (Departement)
Falmey ist ein Departement in der Region Dosso in Niger.

## Geographie
Das Departement liegt im Südwesten des Landes und grenzt an Benin. Es besteht aus den Landgemeinden Falmey und Guilladjé. Der namensgebende Hauptort des Departements ist Falmey.

## Geschichte
Das Departement geht auf den Verwaltungsposten (poste administratif) von Falmey zurück, der 1964 eingerichtet wurde. 2011 wurde der Verwaltungsposten aus dem Departement Boboye herausgelöst und zum Departement Falmey erhoben.

## Bevölkerung
Das Departement Falmey hat gemäß der Volkszählung 2012 103.271 Einwohner. Von 2001 bis 2012 stieg die Einwohnerzahl jährlich durchschnittlich um 2,4 % (landesweit: 3,9 %).

## Verwaltung
An der Spitze des Departements steht ein Präfekt (französisch préfet), der vom Ministerrat auf Vorschlag des Innenministers ernannt wird.
| Amtszeit                     | Name                                      |
| ---------------------------- | ----------------------------------------- |
| 29. Feb. 2012 – 4. Dez. 2013 | Issaka Maï Saley                          |
| 4. Dez. 2013 – 23. Mär. 2017 | Jando Rechy Ag Alher (alias Djando Richi) |
| 23. Mär. 2017 – 8. Nov. 2021 | Hamani Kotondi (alias Hamani Kondi)       |
| 8. Nov. 2021 – 24. Aug. 2023 | Tahirou Yacouba Adamou                    |
| seit 24. Aug. 2023           | Issaka Idé                                |